# Eugenia violascens
Eugenia violascens är en myrtenväxtart som beskrevs av Otto Karl Berg. Eugenia violascens ingår i släktet Eugenia och familjen myrtenväxter. Inga underarter finns listade i Catalogue of Life.